# Mugadkop, Haliyal
Mugadkop là một làng thuộc tehsil Haliyal, huyện Uttar Kannad, bang Karnataka, Ấn Độ.